# Alison Cox
Alison Cox, född den 5 juni 1979 i Turlock, Kalifornien, är en amerikansk roddare.
Hon tog OS-silver i åtta med styrman i samband med de olympiska roddtävlingarna 2004 i Aten.